# Precious Wilson
Precious Wilson (Spanish Town, 18 oktober 1957) is een Jamaicaanse zangeres die zowel met haar band Eruption maar ook solo een aantal jaren succesvol was. Opvallend aan Wilson is haar zeer duidelijke en luide stem waarbij de songteksten zeer goed verstaanbaar zijn.

## Eruption
Wilson begon aan haar carrière in 1974 als achtergrondzangeres in de al jaren bestaande Britse discoband Eruption. Nadat Lindell Leslie de band verliet, werd Wilson de nieuwe voorgrondzangeres. In de nieuwe samenstelling werd de groep in Duitsland opgemerkt door een talentscout  die hen in contact bracht met producer Frank Farian. Farian was onder de indruk van Eruption en bood de groep in 1977 een platencontract aan. Daarnaast kwam de groep in het voorprogramma bij de concerten van Farians succesvolle disco act Boney M. Wilson werd ook zangeres in het achtergrondkoor van Boney M. tijdens hun eerste concerten en is te zien in hun Belfast performance voor het Britse Top of the Pops.
Eruptions tweede single I can't stand the rain werd in 1978 een top 10-hit in een groot aantal landen en stond ook in Nederland hoog genoteerd. Ook het volgende nummer One way ticket stond in 1979 hoog genoteerd.

## Solocarrière
Wilson ging in 1979 onder leiding van producer Farian verder als solo zangeres en werd vooral succesvol in Duitsland, Oostenrijk en Zwitserland. Haar solo carrière startte met de singel Hold on I'm coming dat in Nederland net nog de onderste regionen van de destijdse Top 50 van de Nationale Hitparade wist te bereiken. Met dit nummer was Wilson ook als gaste te vinden op de succesvolle Boney M. elpee Oceans of fantasy. Op die elpee was ze tevens als extra vocaliste te horen in het door de Nederlander Fred van Vugt geschreven nummer Let it all be music. Daarna volgden de singels Cry to me (haar grootste hit, dat in Zwitserland een Top3 hit werd en haar enige Top 40 solo hit was in Nederland, nr.14) en We are on the race track. Laatst genoemde was tevens de titel van haar debuutalbum als solo zangeres. Dat album stond 14 weken in de Duitse albumlijst. In de jaren daarna volgden nog de singels I need you en I don't know. Beide nummers zijn te vinden op haar tweede soloalbum, getiteld All coloured in love. In diverse landen kwam haar tweede album uit onder de titel Red Light. Het nummer All Coloured in Love stond daar ook op. De tracklijst van dat album had enkele andere nummers. In Duitsland was Wilson gedurende haar eerste solo jaren regelmatig te gast in diverse showprogramma's en had ze de bijnaam Die Funky Lady.
In Nederland was haar succesvolle periode net zoals dat van haar in tijd  tegelijk opkomende succesvolle vergelijkbare collega's Viola Wills en Amii Stewart (beiden van ook het Hansa label) al in 1980 voorbij. Alle drie de zangeressen wisten echter enige mate van populariteit in diverse landen te behouden zowel met hitsucces als via optredens in diverse televisie show/muziekprogramma's. In 1982 behaalde bijvoorbeeld Wilsons single I don't know nog voor 13 weken de Duitse hitlijst met als hoogste notering nr.33  Wills stond in 1984 met een remix van Gonna Get Along Without You Now in de Franse hitlijst. En Stewart had in 1984 een top20 hit met Friends in het Verenigd Koninkrijk. Overigens bracht Hansa in 1981 een album uit met de tot toen alle hits van Wilson, Stewart en Wills onder Three Of A Kind.
In 1983 kwam het album Funky fingers uit. Dit album werd echter geen succes en ze ging terug naar Groot-Brittannië. Daar kreeg ze een nieuw contract bij Jive Records. Ze maakte daar het album Precious Wilson en enkele singles, waaronder het titelnummer van de speelfilm The Jewel of the Nile. Alhoewel de film succesvol was, werden de nummers slecht verkocht en werd het platencontract verbroken. Ondanks dat wist Wilson juist in die periode, 1985, met de single I'll be your friend voor het eerst als solo zangeres de Top 100 (voor vier weken met als hoogste notering nr. 87) in het Verenigd Koninkrijk te bereiken.  Ook behaalde ze met hetzelfde nummer de R&B Top50 lijst van het  Amerikaanse Billboard.
Begin jaren 90 van de twintigste eeuw was er weer een klein succes met het nummer Spacer en had ze in Frankrijk en Groot-Brittannië nog een klein succes met een cover van het nummer I feel love van Donna Summer.
Wilson treedt anno 2013 nog steeds op, zowel solo als onder de naam Eruption featuring Precious Wilson. In 2019 was ze bijvoorbeeld te zien tijdens een oud en nieuw show in de Poolse stad Zakopane van de Poolse publieke tv-omroep TVP en in 2020 deed ze mee aan het Britse televisieprogramma First Dates.
Meer recent, juni 2023, gaf Wilson tijdens een festival een live gezongen optreden in Boedapest. En deed ze tijdens haar USA-2024 toer onder andere Chicago aan waar ze een semi live optreden verzorgde.

## Discografie van solo uitgaven

### Albums
- On the Race Track (October 1980)
- All Coloured in Love (July 1982) – in diverse landen uitgebracht uitgebracht onder Red Light met een iets afwijkende tracklist
- Funky Fingers (December 1983)
- Precious Wilson (Jive Records, 1986)

### Singles
- Hold On, I'm Coming (1979)
- Cry to Me (1980)
- We Are on the Race Track (1981)
- I Need You (1982)
- I Don't Know (1982)
- Raising My Family (1982)
- Red Light (1982)
- Let's Move Aerobic (Move Your Body) (1983)
- River Deep, Mountain High / 
Funky Fingers (1984)
- I'll Be Your Friend (1985)
- The Jewel of the Nile (1986)
- Nice Girls Don't Last (1986)
- Love Can't Wait (US) (1986)
- Only the Strong Survive (1987)
- I May Be Right 4U (1990)
- I Feel Love (Messiah feat. Precious Wilson) (1992)
- Spacer (Funky French Guy & Precious Wilson) (1992)